# Virgin Megastore

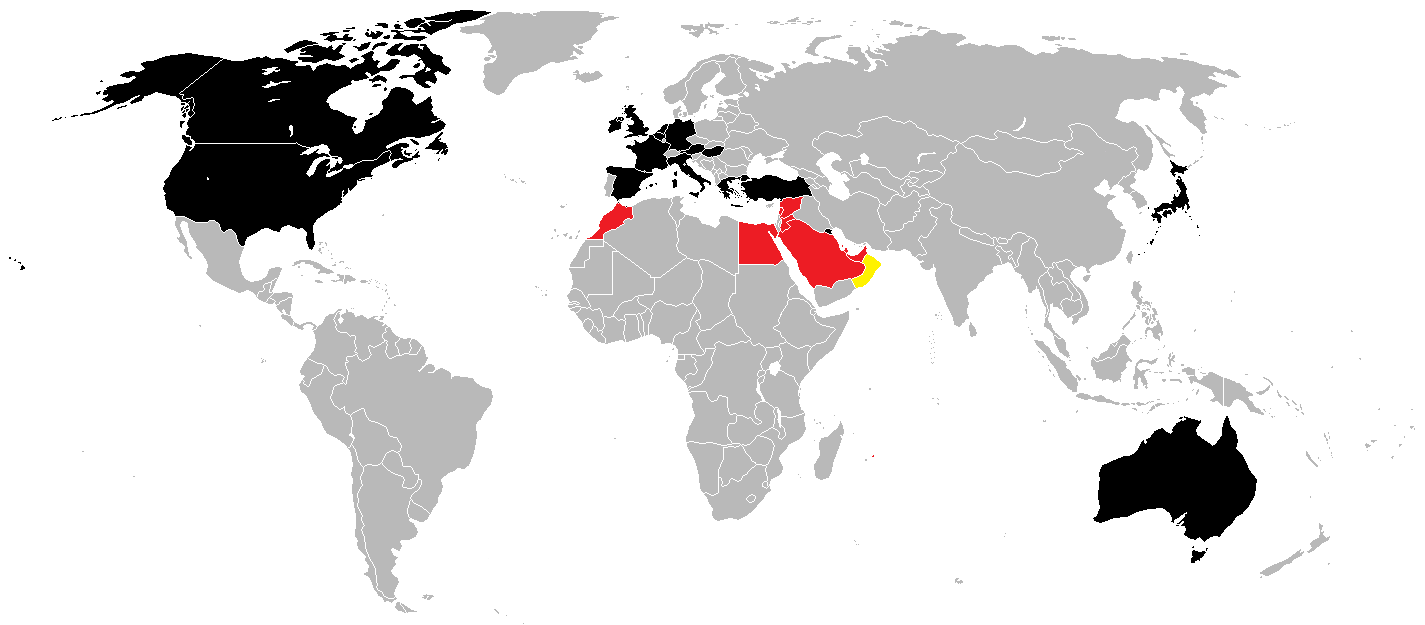
Enseignes fermées
Enseignes actuelles
Futures enseignes
Aucune donnée

Virgin Megastore est une chaîne mondiale de commercialisation de biens culturels, créée par le Britannique Richard Branson et qui, suivant les pays, fait partie du Virgin Group, du groupe His Master's Voice ou du groupe Butler Capital Partners.
De nombreuses enseignes ont fermé dans les années 2000, dont tous les magasins d'Amérique du Nord. Le Virgin Megastore de New York, qui était situé sur Times Square, était le plus grand du monde.
Le 17 juin 2013, la filiale Virgin Stores est placée en liquidation judiciaire avec les 26 derniers magasins restant dans l'Hexagone.
Depuis 2015, la chaîne opère uniquement en Afrique du Nord et au Moyen-Orient, en particulier aux Émirats Arabes Unis.

## Enseignes Virgin dans le monde

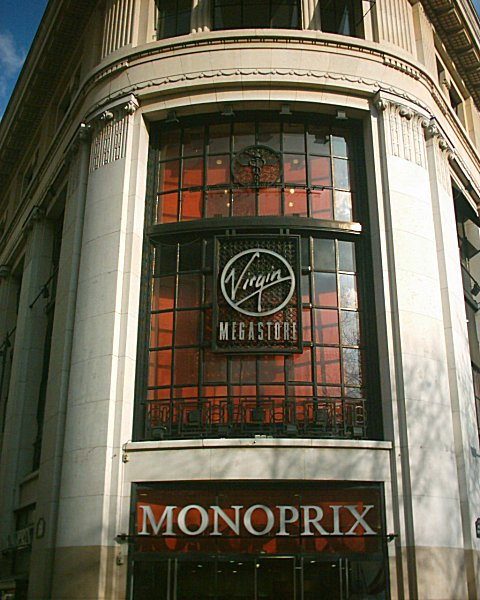
Le Virgin Megastore des Champs-Élysées à Paris ouvert en 1988.

On trouve (ou trouvait) des enseignes Virgin Megastore un peu partout à travers le monde :
- Pour Virgin Group :
  - Aux États-Unis : Boston, Chicago, Denver, La Nouvelle-Orléans, Los Angeles, Miami, New York, Orlando, Phoenix, Sacramento, Salt Lake City, San Francisco... (tous fermés)[2]
  - Au Royaume-Uni : Belfast, Birmingham, Bristol, Cambridge, Cardiff, Glasgow, Liverpool, Londres, Manchester, Oxford... (tous fermés)
  - En Irlande : Cork, Dublin... (fermés)
  - En Australie : Melbourne, Sydney... (fermés)
  - En Grèce : Athènes...
  - Au Japon : Tokyo... (fermé)
  - En Belgique : Bruxelles, Anvers, Liège... (tous fermés et repris par Free Record Shop)

- Pour le groupe His Master's Voice :
  - Au Canada : Vancouver (fermé).
- Pour le groupe Best Financière :
  - Au Maroc - 8 magasins :

Casablanca - 3 : Anfaplace, Centre commercial Carrefour sidi maarouf, Marina shopping center.
Marrakech - 1 : (centre commercial Al Mazar).
Rabat - 2 : Centre commercial Kitéa Geant. Arribat Center Mall.
Fès - 1 : Centre commercial Borj Fez.
Agadir - 1 : Centre commercial Sela Park. 
- Autres :
  - Sur l'Île de La Réunion : Saint-Denis et Saint-Pierre franchise au Groupe Autrement (Fib-Holding - Autrement).

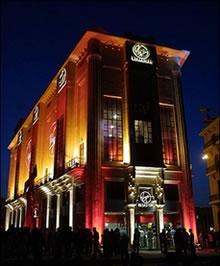
Beyrouth (Liban).

- - Au Liban : Beyrouth franchise au libanais M. Jihad Murr. franchise au ABC Achrafieh Beyrouth, City Mall Beyrouth, ABC Dbayeh, Dbayeh, ABC Verdun Beyrouth, City Centre Beyrouth, Aéroport Rafik Hariri Beyrouth
  - Au Koweït : Koweït City franchise à UAE of Broadway Trading (M. Hassan Daher).
  - Aux Émirats arabes unis : Dubaï, Abou Dabi franchises à UAE of Broadway Trading (M. Hassan Daher).
  - Des accords de franchise pour l'Égypte, Oman, Bahreïn, Jason, le Qatar et la Jordanie ont été signés avec la famille Daher.

## Magasins Virgin Megastore en France

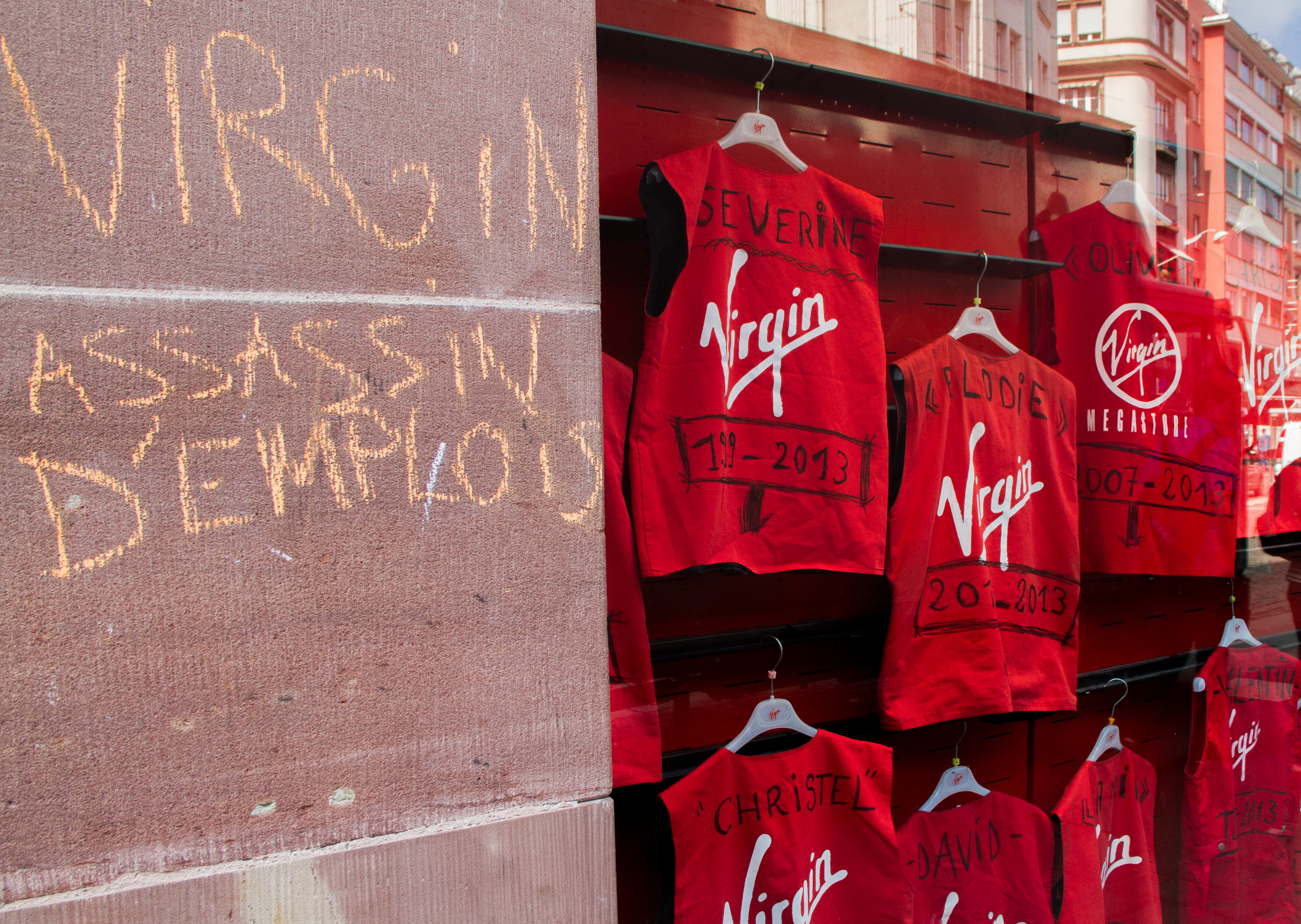
Licenciements au Virgin Megastore de Strasbourg, en juin 2013.

Le premier magasin Virgin Megastore est inauguré en 1988 sur l'avenue des Champs-Élysées.
En France (hormis ceux de l'île de la Réunion), les magasins Virgin Megastore sont la propriété du fonds d'investissement français Butler Capital Partners depuis décembre 2007. Ils ont été rachetés à Lagardère Services (ex-HDS) qui les avait acquis en 2001. La filiale de Lagardère conserve 20 % du groupe Virgin ainsi que cinq des 35 magasins Virgin (ceux situés dans les lieux de transport), mais elle se sépare de 80 % de l'activité de Virgin et de sa filiale Furet du Nord. En mai 2011, Lagardère Services s'associe à la Fnac afin d'exploiter ce concept de magasins Railways, qui les intègre dans la foulée à son parc de magasins.

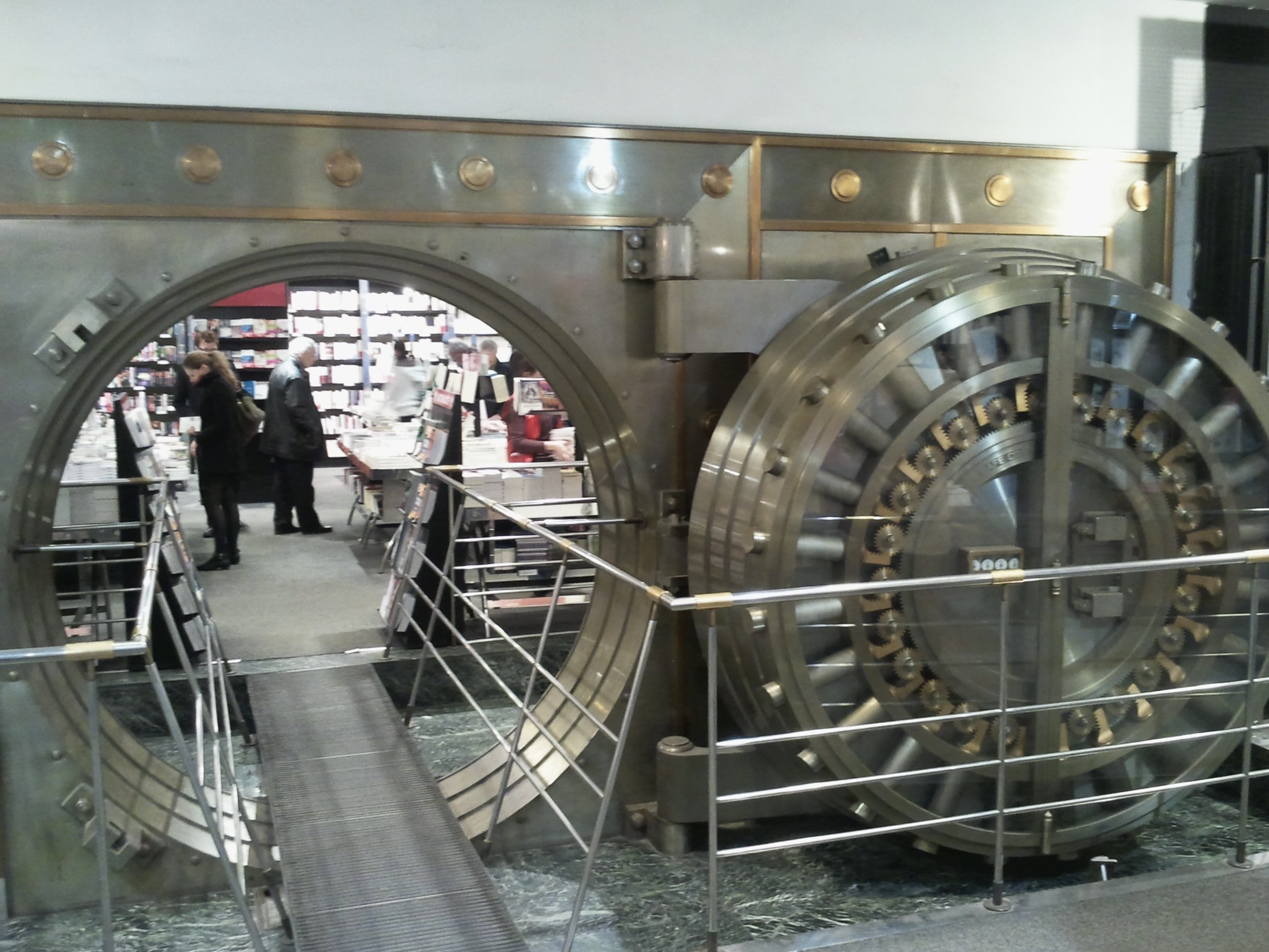
Librairie, salle des coffres du Virgin Megastore des Champs-Élysées.

Il y avait en France Métropolitaine, 26 magasins début 2013 :
- Archamps
- Avignon
- Bayonne
- Bordeaux (1990)
- Charenton-le-Pont
- Claye-Souilly
- Dunkerque
- Les Pennes Mirabeau
- Lieusaint
- Lyon
- Marne la Vallée
- Marseille
- Montigny-le-Bretonneux
- Montpellier (2001-2013)
- Nice
- Paris : Champs-Élysées (1988-2013), St-Lazare (2011), Barbès - Rochechouart, Grands-Boulevards, Les Quatre Temps
- Plan de Campagne
- Puteaux
- Rennes (1998)
- Rouen
- Strasbourg
- Thiais
- Toulon
- Toulouse : Roques-sur-Garonne.
- Torcy

Anciens magasins :
- Bobigny en juillet 2012
- Bordeaux : Mérignac (fermé début 2011)
- Metz (fermé en 2012)
- Nantes : Beaulieu (2002-2006)
- Paris : Carrousel du Louvre (fermé en janvier 2012), Gare de Lyon (remplacé par la FNAC en 2012), Gare Montparnasse (remplacé par la Fnac en 2012), Gare de l’Est (2007-2012, remplacé par la FNAC)
- Saint-Denis en mars 2012
- Toulouse : Capitole (fermé le 28 juillet 2012).

Dans le cadre d'une diversification pour contrer les baisses de ses métiers historiques (musique, vidéo, jeux vidéo), Virgin développe un projet commun avec Carrefour. Il s'agit d'implanter un espace Virgin au sein d'un magasin de l'enseigne Carrefour, dans l'idée d'optimiser la rentabilité au mètre carré du rayon produits culturels déjà présent. Le magasin test est celui de Vénissieux, depuis 2010.
L'entreprise est en proie à des difficultés économiques en France. Le magasin de Bordeaux Mérignac est fermé début 2011, celui du Carrousel du Louvre en janvier 2012, celui de Saint-Denis en mars 2012 et celui de Bobigny en juillet 2012. L'un des deux magasins de Toulouse, situé près du Capitole, rue Alsace-Lorraine, a fermé définitivement ses portes le 28 juillet 2012. L'enseigne compterait alors 26 magasins en France dont une dizaine de magasins restent menacés de fermeture, notamment celui des Champs-Élysées qui pourrait être remplacé par un showroom de l'entreprise Volkswagen. Racheté en 2012 par le Qatar à Groupama, il est finalement rénové à partir de 2016 en vue d'accueillir en 2018 les Galeries Lafayette Champs-Élysées
Le 4 janvier 2013, l'entreprise se déclare en cessation de paiement et dépose le bilan le 9 janvier 2013. Le 14 janvier 2013, le Tribunal de commerce de Paris décide de placer l'enseigne en redressement judiciaire, avec une période d'observation de 4 mois. Cette période d'observation ne permet pas de trouver de repreneur et la liquidation devient inévitable. En effet, Rougier & Plé qui avait dans un premier temps annoncé vouloir reprendre 11 magasins sur les 26 existants a finalement retiré son offre et les deux offres de reprise proposées, celles de Cultura et de Vivarte, furent rejetées par la justice le 10 juin. Le 17 juin, Virgin Megastore France est liquidée et disparaît du paysage français.
Le site internet virginmega.fr est racheté en juillet 2013 par Digital Virgo, société lyonnaise propriétaire également de paruvendu.fr et carriereonline.com. Le site annonce en novembre 2014 qu'il clôt définitivement son activité au 31 décembre de la même année.

### Classement
| Place | Groupe                             | Propriétaire | Points de vente                           | CA livre 2007 | CA livre 2006 | CA total 2007 |
| 1     | Fnac                               | PPR          | 75                                        | 552           | 539           | 4 584         |
| 3     | Leclerc                            | Leclerc      | 500 (362 hypers et 138 Espaces culturels) | 309           | 301           | 32600         |
| 4     | Groupe Virgin (dont Furet du Nord) | Butler CP    | 47 (dont 12 Furet du Nord)                | nc            | 120           | 400           |